# 桂竹香
桂竹香（學名：Erysimum × cheiri）为十字花科糖芥属多年生草本植物，常作二年生植物栽培。原产南欧，花期春季。

## 扩展阅读
維基物種上的相關：桂竹香